# 난저우향

난저우 향의 위치

난저우향(한국어: 남주향, 중국어: 南州鄉, 병음: Nánzhōu Xiāng)은 중화민국 핑둥 현의 향이다. 넓이는 18.97km2이고, 인구는 2015년 8월 기준으로 10,907명이다.

## 지리
난저우 향은 핑둥 현 중부에 위치하고, 북쪽은 칸딩 향과 동쪽은 신피 향과 서쪽은 둥강 진과 남쪽은 린볜 향과 각각 접하고 있다. 핑둥 평원에 위치하기 때문에 지세는 평탄하고, 향내를 시저우시(渓洲渓)가 흐르고 있다. 열대 몬순 기후에 속해, 연평균 기온은 25°C, 연 강수량은 2,500mm이다.

## 역사
난저우 향의 옛 이름은 계주(渓州)로 향내를 흐르는 계주계(渓洲渓)로부터 명명되었다. 1920년의 타이완 지방제 개편 때 이 지역은 린펜 장(林辺庄)에 귀속해, 다카오 주 도코 군의 관할이 되었다. 전후에는 가오슝 현 린볜 향이 되었지만, 1950년에 핑둥 현의 관할이 되었다. 1951년 3월, 린볜 향에서 분할되어 시저우 향(溪州鄉)이 성립했지만, 타이완 각지에 동명의 시저우라는 지명이 중복 하고 있었기 때문에, 타이완 남부에 위치하고 남주출현인(南州出賢人)의 염원을 담아 1956년에 난저우 향으로 개명되어 현재에 이르고 있다.

## 교통
- 타이완 철로관리국 핑둥 선
- 국도 3호선